# Ehrennadel der Region Hannover
Die Ehrennadel der Region Hannover ist eine Ehrung für Persönlichkeiten, die sich beispielhaft um die Region Hannover und deren Einwohner verdient gemacht haben. Die Ehrennadel wird von der Regionsversammlung verliehen.

## Ehrennadel in Gold für besondere Verdienste
Entsprechend der Satzung über die Ehrung für besondere Verdienste um die Region Hannover können Mitglieder der Regionsversammlung die Ehrennadel in Gold anlässlich ihres Ausscheidens aus der Regionsversammlung erhalten,
- sofern sie dort eine mindestens 15-jährige Mandatstätigkeit ausgeübt haben
- oder nach Ablauf von drei Wahlperioden.[2]

## Träger der Ehrennadel
- 27. April 2014, Verleihung durch Hauke Jagau für herausragende Beiträge in der Geschichtsaufarbeitung und Gedenkstättenarbeit:
  - Ruth Gröne (* 1922)[1]
  - Salomon Finkelstein (1922 – 2019)[1]
  - Henry Korman (1920–2018)[1]
- 2017, Verleihung am 13. September: Doris Klawunde; Ehrennadel in Gold[3]

- 2018, Verleihung am  11. Januar: Ehrennadel in Gold an Kerstin Liebelt[2]